# Droga wojewódzka 635
Die Droga wojewódzka 635 (DW 635) ist eine zehn Kilometer lange Droga wojewódzka (Woiwodschaftsstraße) in der polnischen Woiwodschaft Masowien, die Radzymin mit Wołomin verbindet. Die Strecke liegt im Powiat Wołomiński.

## Streckenverlauf
Woiwodschaft Masowien, Powiat Wołomiński
-  Radzymin (S 8, DK 8)
- Ciemne
- Czarna
-  Wołomin (S 8, DW 628, DW 634)